# 오그던 아웃로즈
오그던 아웃로즈는 USL 프리미어 디벨로프먼트 리그에 참가하는 축구팀이다. 미국 유타주 오그던을 연고로 하고 있으며 홈구장은 분빌 고등학교이다.

## 선수 명단

### 현역
참고: FIFA 자격 규정에 따라 소속된 국가대표팀 국기를 표시합니다. 선수는 복수의 FIFA 비회원국 국적을 가지고 있을 수 있습니다.
| 번호 | 포지션 | 국적        | 이름                |
| ---- | ------ | ----------- | ------------------- |
| 2    | MF     |             | 르네 가라이         |
| 5    | MF     |             | 아드리안 카스타노   |
| 12   | FW     | 콩고 공화국 | 엘리아스 하퉁기마나 |

| 번호 | 포지션 | 국적 | 이름 |
| ---- | ------ | ---- | ---- |